# Castilleja del Campo
Castilleja del Campo – gmina w Hiszpanii, w prowincji Sewilla, w Andaluzji, o powierzchni 16,22 km². W 2011 roku gmina liczyła 642 mieszkańców. Obszar ten musiał być zaludniony od czasów Rzymian dużą liczbą mozaik, grobowców i ukrytych terenów znalezionych przez archeologów, od czasów cesarza Klaudiusza po Hadriana.